# Evangelisches Gemeindeblatt für Württemberg
Das Evangelische Gemeindeblatt für Württemberg wurde 1905 gegründet. Es ist seit Jahren die auflagenstärkste evangelische Kirchengebietszeitung in Deutschland.
Sie erscheint wie alle anderen auch wöchentlich und erreichte 2006 mit 80.000 Abonnenten in Württemberg 200.000 Leser. 2019/Q3 wurde das Blatt 39.479 Mal verkauft.
Seit 1972 ist das Stuttgarter Evangelische Sonntagsblatt im Gemeindeblatt aufgegangen. Das Evangelische Gemeindeblatt für Württemberg ist im Besitz der Landeskirche. Verlegt wird es von der Evangelischen Gemeindepresse GmbH, Stuttgart. Chefredakteur ist seit 2019 Tobias Glawion.